# Bratovești, Vâlcea
Bratovești este un sat în comuna Titești din județul Vâlcea, Muntenia, România.
Este așezat la apus de satul Titești, pe șoseaua forestieră Cornet - Tărure. În preajma întemeierii statelor feudale (sec. al XIV-lea), deși era condus de vechea obște liberă a moșnenilor de aici, a fost transformat în sat de clăcași ai Mănăstirii Cozia, pe aproape jumătate din hotarul său.
Tăranii (moșneni) dețineau terenul situat pe Valea Satuluim, înspre miazăzi, adică proprietățile cuprinse între "Ulița Popii" și "Ulița Priporului", cu locurile din jur.
Proprietatea Mănăstirii Cozia se situa în partea dreaptă a Văii Satului, spre Bumbuiești, după cum reiese din planul întocmit de locotenentul Condeescu, în anul 1865.
Nu se cunosc împrejurările prin care această parte a satului a devenit proprietatea Mănăstirii Cozia. 
Legenda, depănându-și povestirea, arată că mănăstirii i-a fost dăruit un clopot imens care se auzea la mari distanțe. Vodă ar fi poruncit ca întreg ținutul în care se aude sunetul clopotului să fie al acestei mănăstiri.

## Atestarea documentară
Atestarea documentară a satului Bratovești reiese dintr-un document din anul 1519 (7027 de la Facerea Lumii):
"... 1519 (7027) Ianuarie - August 10 Pitești - Neagoe Basarab V. V. fiul lui Basarab V. V. întărește slugerului Dragomir și fetei sale Neacșa stăpânirea asupra părților din Șuici cu vie la Sălătruc, Podeni, Pleșești, Voicești, Măldărești, Găujani, gura Dângeștilor, Suica cu munții, Cepari, Neagra, Seliștea Mare, Seliștea Mică, Seliștea Todireștilor, Munții Olanu și Pietriceaua, Bumbuiești jumătate, Bratovești cu Muntele Dosul Mogăi..."
Vechimea satului este cu mult mai mare de cât cea prezentată mai sus. Dania domnitorului Neagoe Basarab este întărită prin hrisovul domnesc dat de domnitorul Constantin Brâncoveanu în anul 1689 (7197) din 13 Iulie:
"... Constantin Brâncoveanu V. V. poruncește căpitanului din Alexandru din Loviște să dea înapoi Mănăstirii Cozia bucatele luate din satul Bratovești, care aparțineau Mănăstirii Cozia și să nu se mai atingă în viitor de ceea ce aparține mănăstirii, astfel vor fii pedepsiti de domnitor..."

## Vezi și
- Biserica de lemn din Bratovești